# Gustav Thurn-Balsassina
Gustav Thurn-Balsassina, též Gustav Thurn-Valsassina, plným jménem Gustav Thurn-Valsassina-Como-Vercelli (13. července 1836 Radovljica – 23. července 1888 Radovljica), byl rakouský šlechtic a politik německé národnosti z Kraňska, v 2. polovině 19. století poslanec Říšské rady a zemský hejtman Kraňska.

## Biografie
V dětství byl vzděláván soukromými učiteli (mj. duchovní a politik Lovro Pintar), pak studoval na gymnáziu v Lublani (jeho spolužákem zde byl Josef Schwegel) a potom dva roky právo na Univerzitě ve Štýrském Hradci. V roce 1859 ovšem studia předčasně ukončil a zapojil se jako dobrovolník do tažení rakouské armády v Itálii. Byl rytmistrem u jezdectva. Po válce vystoupil z armády a vrátil se do rodné Radovljice, kde žil na statku. Kromě toho mu patřily statky Lehen na Pohorju a Zbelovo. Byl čestným občanem mnoha kraňských obcí. V roce 1883 získal Řád železné koruny. Byl čestným prezidentem zemské zemědělské společnosti v Kraňsku.
Byl politicky aktivní. V červenci 1877 se stal poslancem Kraňského zemského sněmu za velkostatkářskou kurii. 16. září 1881 byl jmenován do funkce Zemského hejtmana Kraňska (tedy nejvyššího představitele zemské samosprávy a předsedy sněmu). Hejtmanem byl až do své smrti. Snažil se o vyvážený vztah k oběma zemským národnostem, což mu ovšem německý tábor často vyčítal a v zemských volbách roku 1883 nebyl těsně zvolen. Do sněmu se pak dostal v jiné kurii. Na rozdíl od svého bratra měl úzké vztahy s předáky slovinského hnutí, jakými byl Janez Bleiweis nebo Luka Svetec.Při zasedáních zemského sněmu mluvil slovinsky a rakouský biografický slovník uvádí, že v závěru života se fakticky přiklonil ke slovinskému táboru.
Zasedal krátce i jako poslanec Říšské rady (celostátního parlamentu), kam usedl v doplňovacích volbách roku 1878 za kurii velkostatkářskou v Kraňsku. V parlamentu nahradil svého zesnulého polovičního bratra Hyazintha Thurn-Balsassiny. Slib složil 20. února 1878. V roce 1878 se uvádí jako hrabě Gustav Thurn-Balsassina, statkář, bytem Radovljica.
Zemřel v červenci 1888.